# Трефілов Віктор Іванович
Віктор Іванович Трефілов (нар. 6 серпня 1930, Баку — пом. 14 квітня 2001, Київ) — учений-фізик і матеріалознавець, професор, академік АН УРСР (з 27 грудня 1973 року), академік АН СРСР (з 23 грудня 1987 року), академік РАН (з 1991 року), академік Академії інженерних наук Росії, академік Міжнародної академії кераміки. Член ЦК КПУ в 1976—1990 роках. Депутат Верховної Ради Української РСР 9—11-го скликань.

## Біографія
Народився 6 серпня 1930 року в Баку в родині військовослужбовця.
У 1952 році закінчив Київський політехнічний інститут. З 1952 року — аспірант Київського політехнічного інституту.
Член КПРС з 1953 року. 
У 1955–1973 роках працював в Інституті металофізики АН УРСР (молодший науковий співробітник, старший науковий співробітник, з 1962 року — заступник директора з наукової роботи).
У 1969 році був обраний членом-кореспондентом, а в 1973 році — академіком АН УРСР. 
У 1973 році Трефілов практично з усім відділом фізики міцності і пластичності перейшов до ІПМ, що відкрило перед ним нові перспективи як наукового, так і організаційного характеру. З’явилися нові можливості для проведення більш ґрунтовних досліджень за новими для Трефілова напрямами, такими як хімія твердого тіла, фізико-хімічні властивості широкого спектра неметалічних матеріалів, композиційних матеріалів, фізики і технології процесів спікання, механіка твердого тіла тощо. В ІПМ прикладна сторона досліджень була на високому рівні, що вплинуло на якість теоретичних розробок, створення монографій, довідкової літератури. З 1973 року — директор Інституту проблем матеріалознавства АН УРСР.
У 1974–1990 роках — віце-президент Академії наук Української РСР. У 1987 році обраний дійсним членом Академії наук СРСР.

Могила Віктора Трефілова

Жив у Києві. Помер 14 квітня 2001 року після важкої хвороби. Похований в Києві на Байковому кладовищі (ділянка № 49а).

## Наукова діяльність
Роботи присвячені металофізиці, фізиці міцності й пластичності металів і тугоплавких матеріалів, фізичному матеріалознавству, порошковій металургії. Досліджував розвиток фазових перетворень в сталях, сплавах титану та інших металах при високих швидкостях нагрівання та охолодження, процеси утворення аустеніту, електротермообробки сталі. Вивчав механізм деформації та руйнування перехідних металів з ОЦК-решіткою, різні типи дислокаційних структур, що виникають при деформаціях. Розвинув теорію в'язко-крихкого переходу, що враховує вплив на температуру холодноломкості структурних і субструктурних чинників і особливостей електронної структури кристалів, вперше показав, що формування комірчастих дислокаційних структур призводить не тільки до підвищення міцності, а й до зниження холодноломкості, розробив оптимальні режими термомеханічної обробки хрому, молібдену, вольфраму. Заклав основи технології виробництва та обробки тугоплавких металів. Зокрема, створив серію сплавів на основі хрому, молібдену, вольфраму та інших тугоплавких металів з підвищеним рівнем фізико-механічних властивостей. 
Виконав роботи по синтезу алмазів і алмазоподібних сполук. Вперше розвинув фізичні принципи отримання «в'язкої» кераміки, у тому числі на основі алмазів та інших надтвердих матеріалів.
Автор понад 800 наукових праць, у тому числі 15 монографій. Одержав понад 220 авторських свідоцтв та патентів, виданих у різних країнах світу.

## Відзнаки
- орден Леніна
- орден Жовтневої Революції (1980)
- орден «Знак Пошани»
- орден князя Ярослава Мудрого V ст.
- медаль Міжнародного Планзеєвського наукового товариства.
- Заслужений діяч науки і техніки України.

Лауреат:
- Державної премії СРСР (за 1988 рік);
- Державної премії УРСР в галузі науки і техніки (за 1974 рік);
- премії Ради Міністрів СРСР;
- премії імені Д. К. Чернова.